# Фёдоров, Константин Григорьевич
Константин Григорьевич (Георгиевич) Фёдоров (1894 — 14 октября 1959) — участник Белого движения на Юге России, подполковник Корниловского ударного полка.

## Биография
В Первую мировую войну — прапорщик. С началом Гражданской войны вступил в Добровольческую армию, был зачислен в Корниловский ударный полк. Участвовал в 1-м Кубанском походе. Произведен в подпоручики 13 июля 1919 года. Во ВСЮР и Русской армии — в 1-м Корниловском полку, в сентябре 1920 года — поручик, командир батальона. Эвакуировался из Крыма на корабле «Цесаревич Георгий». Галлиполиец. Награждён орденом Св. Николая Чудотворца. Произведен в капитаны. С 24 декабря 1921 года назначен командиром 4-й роты Корниловского полка. Произведен в подполковники. Осенью 1925 года — в составе Корниловского полка в Болгарии.
В эмиграции в Болгарии, к 1932 году — в Софии. Был рукоположен в священники. В 1949 году был назначен настоятелем церкви Св. Ольги в Пирее. Возведен в сан протоиерея. Скончался в 1959 году в Афинах. Похоронен на русском кладбище в Пирее. По решению Союза русских эмигрантов могила протоиерея Федорова была внесена в список 20 исторических захоронений местного кладбища.

## Награды
- Знак 1-го Кубанского (Ледяного) похода (№ 1274)
- Орден Святителя Николая Чудотворца (Приказ Главнокомандующего № 248, 31 октября 1921)